# Hemispingus xanthophthalmus
Hemispingus xanthophthalmus là một loài chim trong họ Thraupidae.